# 王霽 (嘉靖進士)
王霽（1506年—？），字汝明，湖廣黃州府黃陂縣人，軍籍，明朝政治人物。

## 生平
湖廣鄉試第三十九名舉人。嘉靖二十年（1541年）中式辛丑科會試第二百五十九名，登第三甲第九十名進士。授吉水县知县，擢户部主事，升郎中，密云管粮。

## 家族
曾祖王才；祖父王圭；父王廷賓，母熊氏。慈侍下。兄霖、霆。